# Bound for Glory Series (2013)

Les Bound for Glory Series 2013 (Les series 2013 de Bound for Glory) sont la troisième édition des Bound for Glory Series organisée pendant les quatre mois qui précèdent Bound for Glory pour désigner un aspirant pour le titre de Championnat du Monde poids-lourds de la TNA. Elles ont débuté trois semaines après Slammiversary XI lors de l'édition d'Impact Wrestling donc le jeudi 20 juin 2013. Les participants de cette saison sont : AJ Styles, Jeff Hardy, Christopher Daniels, Austin Aries, Bobby Roode, Hernandez, Magnus, Mr Anderson, Joseph Parks, Kazarian, Samoa Joe et Jay Bradley.

## Règles
Gagner le plus de point système :
- Victoire par soumission = 10 points

- Victoire par tombé = 7 points

- Victoire par décomptes = 5 points

- Victoire par disqualification = 3 points

- Draw = 2 points

- Disqualification = -10 points

## Détails du tournoi
| # de match | Match                                                                                         | Date             | Évènement        | Nombre de points gagnés |
| ---------- | --------------------------------------------------------------------------------------------- | ---------------- | ---------------- | ----------------------- |
| 1          | Mr Anderson bat Joseph Park                                                                   | 20 juin 2013     | Impact Wrestling | 7 pts                   |
| 2          | Austin Aries bat Jay Bradley                                                                  | 20 juin 2013     | Impact Wrestling | 7 pts                   |
| 3          | Christopher Daniels bat Hernandez                                                             | 20 juin 2013     | Impact Wrestling | 7 pts                   |
| 4          | Magnus bat Kazarian par soumission                                                            | 20 juin 2013     | Impact Wrestling | 10 pts                  |
| 5          | AJ Styles vs Samoa Joe. Match nul                                                             | 20 juin 2013     | Impact Wrestling | 2 pts chacun            |
| 6          | Jeff Hardy bat Bobby Roode par tombé                                                          | 20 juin 2013     | Impact Wrestling | 7 pts                   |
| 7          | Magnus bat Bobby Roode par tombé                                                              | 27 juin 2013     | Impact Wrestling | 7 pts                   |
| 8          | Samoa Joe bat Mr. Anderson par soumission                                                     | 27 juin 2013     | Impact Wrestling | 10 pts                  |
| 9          | Magnus bat Hernandez par tombé                                                                | 28 juin 2013     | Live event       | 7 pts                   |
| 10         | Samoa Joe bat Kazarian par tombé                                                              | 28 juin 2013     | Live event       | 7 pts                   |
| 11         | AJ Styles bat Kazarian par soumission                                                         | 4 juillet 2013   | Impact Wrestling | 10 pts                  |
| 12         | Hernandez bat Jay Bradley par tombé                                                           | 4 juillet 2013   | Impact Wrestling | 7 pts                   |
| 13         | Jeff Hardy bat Joseph Park par DQ                                                             | 4 juillet 2013   | Impact Wrestling | 3/-10 pts               |
| 14         | Jeff Hardy bat Austin Aries par tombé                                                         | 5 juillet 2013   | Live event       | 7 pts                   |
| 15         | Christopher Daniels bat Joseph Park par tombé                                                 | 6 juillet 2013   | Live event       | 7 pts                   |
| 16         | Magnus bat AJ Styles, Samoa Joe, Mr. Anderson, Kazarian et Bobby Roode dans un Gauntlet Match | 11 juillet 2013  | Impact Wrestling | 25 pts                  |
| 17         | Austin Aries bat Bobby Roode par tombé                                                        | 18 juillet 2013  | Impact Wrestling | 7 pts                   |
| 18         | Samoa Joe bat Jay Bradley par tombé                                                           | 19 juillet 2013  | Live event       | 7 pts                   |
| 19         | Mr. Anderson bat Hernandez par tombé                                                          | 25 juillet 2013  | Impact Wrestling | 7 pts                   |
| 20         | Christopher Daniels bat Samoa Joe par tombé                                                   | 25 juillet 2013  | Impact Wrestling | 7 pts                   |
| 21         | AJ Styles bat Jeff Hardy par soumission                                                       | 25 juillet 2013  | Impact Wrestling | 10 pts                  |
| 22         | Mr. Anderson bat AJ Styles par tombé                                                          | 26 juillet 2013  | Live event       | 7 pts                   |
| 23         | Bobby Roode bat Hernandez par tombé                                                           | 1er août 2013    | Impact Wrestling | 7 pts                   |
| 24         | Joseph Park bat Jay Bradley par tombé                                                         | 1er août 2013    | Impact Wrestling | 7 pts                   |
| 25         | Austin Aries bat AJ Styles par tombé                                                          | 1er août 2013    | Impact Wrestling | 7 pts                   |
| 26         | Jeff Hardy bat Samoa Joe par tombé                                                            | 8 août 2013      | Impact Wrestling | 7 pts                   |
| 27         | Mr Anderson bat Magnus par DQ                                                                 | 8 août 2013      | Impact Wrestling | 3/-10 pts               |
| 28         | Kazarian vs Christopher Daniels. Match nul                                                    | 8 août 2013      | Impact Wrestling | 2 pts chacun            |
| 29         | Kazarian bat AJ Styles, Jeff Hardy et Austin Aries dans un Ladder Match                       | 15 août 2013     | Impact Wrestling | 20 pts                  |
| 30         | Bobby Roode bat Magnus, Samoa Joe et Mr. Anderson dans un Tables Match                        | 15 août 2013     | Impact Wrestling | 20 pts                  |
| 31         | Austin Aries bat Mr. Anderson par tombé                                                       | 16 août 2013     | Live event       | 7 pts                   |
| 32         | Bobby Roode bat Joseph Park par tombé                                                         | 17 août 2013     | Live event       | 7 pts                   |
| 33         | Christopher Daniels bat Jay Bradley par tombé                                                 | 21 août 2013     | TNA Xplosion     | 7 pts                   |
| 34         | Joseph Park bat Jay Bradley, Hernandez et Christopher Daniels dans un Street Fight Match      | 22 août 2013     | Impact Wrestling | 20 pts                  |
| 35         | Jay Bradley bat Joseph Park par tombé                                                         | 28 août 2013     | TNA Xplosion     | 7 pts                   |
| 36         | Jeff Hardy bat Kazarian par tombé                                                             | 29 août 2013     | Impact Wrestling | 7 pts                   |
| 37         | AJ Styles bat Bobby Roode par tombé                                                           | 29 août 2013     | Impact Wrestling | 7 pts                   |
| 38         | Austin Aries bat Christopher Daniels par tombé                                                | 29 août 2013     | Impact Wrestling | 7 pts                   |
| 39         | Kazarian bat Hernandez par tombé                                                              | 4 septembre 2013 | TNA Xplosion     | 7 pts                   |
| 40         | AJ Styles remporte le "Final Chance Gauntlet Match"                                           | 5 septembre 2013 | Impact Wrestling | 20 pts                  |

## Classement
| Place | Participants        | Points | Nombre de Matchs |
| ----- | ------------------- | ------ | ---------------- |
| 1     | AJ Styles           | 49     | 9                |
| 2     | Magnus              | 39     | 7                |
| 3     | Austin Aries        | 35     | 8                |
| 4     | Bobby Roode         | 34     | 9                |
| 5     | Jeff Hardy          | 31     | 8                |
| 6     | Christopher Daniels | 30     | 9                |
| 7     | Kazarian            | 29     | 8                |
| 8     | Samoa Joe           | 26     | 9                |
| 9     | Mr. Anderson        | 24     | 9                |
| 10    | Joseph Park         | 17     | 8                |
| 11    | Hernandez           | 7      | 8                |
| 11    | Jay Bradley         | 7      | 8                |

## Demi-finale et finale
Ces trois matchs sont les derniers des BFG Series 2013 qui auront lieu à No Surrender 2013.
| # de match    | Matchs                     |
| ------------- | -------------------------- |
| Demi-finale 1 | AJ Styles bat Austin Aries |
| Demi-finale 2 | Magnus bat Bobby Roode     |
| Finale        | AJ Styles bat Magnus       |